# MinGW
MinGW Minimalist GNU for Windows (svenska Minimalistisk GNU för Windows), tidigare mingw32, är en portering av GCC (GNU Compiler Collection) och GNU Binary Utilities (binutils) för användning vid utveckling av Microsoft Windows applikationer. MinGW kan fungera antingen som en multiplattformkompilator riktad mot Windows eller som ett programmeringsverktyg avsett för körning i Windowsmiljöer.